# LNB Pro B 2024-25
La LNB Pro B 2024-2025 fue la 86.ª edición del segundo nivel más alto del campeonato francés de baloncesto, la trigésimo novena bajo la denominación “Pro B”. Los mejores equipos de la división avanzan a la Betclic Élite la temporada siguiente. La competición se desarrolló entre el 13 de septiembre de 2024 y junio de 2025.

## Equipos Temporada 2024-25
| Equipo                                   | Ciudad                     | Pabellón                                     | Capacidad |
| ---------------------------------------- | -------------------------- | -------------------------------------------- | --------- |
| Aix Maurienne Savoie Basket              | Aix-les-Bains              | Halle Marlioz                                | 1,900     |
| Sharks d'Antibes                         | Antibes                    | Azur Arena Antibes                           | 5,249     |
| ADA Blois Basket 41                      | Blois                      | Salle du Jeu de Paume                        | 2,525     |
| Boulazac Basket Dordogne                 | Boulazac                   | Le Palio                                     | 5,069     |
| Caen Basket Calvados                     | Caen                       | Palais des sports de Caen                    | 4,200     |
| Champagne Basket                         | Châlons-en-Champagne Reims | Reims Arena                                  | 5,500     |
| C’Chartres Métropole Basket              | Chartres                   | Le Colisée                                   | 4,186     |
| Denain Voltaire Basketball               | Denain                     | Salle Jean Degros                            | 2,500     |
| ALM Évreux Basket                        | Évreux                     | Salle Jean Fourré                            | 2,262     |
| Fos Provence Basket                      | Fos-sur-Mer                | Halle des sports Parsemain                   | 1,387     |
| Alliance Sport Alsace                    | Gries & Souffelweyersheim  | Espace Sport La Foret Salle des Sept Arpents | 1,450 632 |
| Hyères-Toulon Var Basket                 | Hyères Toulon              | Espace 3000                                  | 2,500     |
| Nantes Basket Hermine                    | Nantes                     | Salle de la Trocardière                      | 4,300     |
| Orléans Loiret Basket                    | Orleans                    | CO’met Arena                                 | 10,000    |
| ÉB Pau-Orthez                            | Pau                        | Palais des sports de Pau                     | 7,707     |
| Poitiers Basket 86                       | Poitiers                   | Salle omnisports Jean-Pierre-Garnier         | 2,700     |
| Chorale Roanne Basket                    | Roanne                     | Halle André-Vacheresse                       | 5,020     |
| Rouen Métropole Basket                   | Rouen                      | Kindarena                                    | 5,789     |
| Saint-Chamond Andrézieux-Bouthéon Basket | Saint-Chamond              | Arena Saint-Étienne Métropole                | 4,200     |
| Jeanne d'Arc de Vichy                    | Vichy                      | Palais des Sports Pierre-Coulon              | 3,200     |

## Temporada regular

### Clasificación
Actualizada:14 de abril de 2025
| Pos. | Equipo                | PJ | G  | P  | PF   | PC   | DP   | Pts | Clasificación o descenso    |
| ---- | --------------------- | -- | -- | -- | ---- | ---- | ---- | --- | --------------------------- |
| 1    | Boulazac              | 38 | 29 | 9  | 3117 | 2814 | +303 | 58  | Ascenso directo a Pro A     |
| 2    | ADA Blois             | 38 | 28 | 10 | 3342 | 2978 | +364 | 56  | Clasificación para playoffs |
| 3    | Orléans Loiret        | 38 | 25 | 13 | 3155 | 3001 | +154 | 50  | Clasificación para playoffs |
| 4    | Chorale Roanne        | 38 | 23 | 15 | 3287 | 3140 | +147 | 46  | Clasificación para playoffs |
| 5    | ÉB Pau-Orthez         | 38 | 23 | 15 | 3155 | 3083 | +72  | 46  | Clasificación para playoffs |
| 6    | Alliance Sport Alsace | 38 | 22 | 16 | 3178 | 3031 | +147 | 44  | Clasificación para playoffs |
| 7    | Poitiers Basket 86    | 38 | 22 | 16 | 3163 | 3112 | +51  | 44  | Clasificación para play-in  |
| 8    | Aix Maurienne         | 38 | 21 | 17 | 3405 | 3342 | +63  | 42  | Clasificación para play-in  |
| 9    | JA Vichy-Clermont     | 38 | 21 | 17 | 3083 | 2966 | +117 | 42  | Clasificación para play-in  |
| 10   | Antibes Sharks        | 38 | 21 | 17 | 3061 | 3019 | +42  | 42  | Clasificación para play-in  |
| 11   | Saint-Chamond         | 38 | 19 | 19 | 3328 | 3285 | +43  | 38  |                             |
| 12   | Denain ASC Voltaire   | 38 | 19 | 19 | 3126 | 3101 | +25  | 38  |                             |
| 13   | Rouen Métrople        | 38 | 18 | 20 | 3094 | 3054 | +40  | 36  |                             |
| 14   | Caen Basket Calvados  | 38 | 17 | 21 | 2939 | 3080 | −141 | 34  |                             |
| 15   | Champagne Basket      | 38 | 16 | 22 | 3045 | 3207 | −162 | 32  |                             |
| 16   | Nantes Basket Hermine | 38 | 14 | 24 | 3056 | 3183 | −127 | 28  |                             |
| 17   | ALM Évreux            | 38 | 12 | 26 | 3026 | 3194 | −168 | 24  |                             |
| 18   | Hyères Toulon         | 38 | 11 | 27 | 2852 | 3112 | −260 | 22  |                             |
| 19   | Fos Provence          | 38 | 10 | 28 | 2822 | 3130 | −308 | 20  | Descenso a NM1              |
| 20   | C’Chartres            | 38 | 9  | 29 | 2922 | 3324 | −402 | 18  | Descenso a NM1              |

 Fuente: LNB.fr
Criterios de clasificación: 1) puntos; 2) enfrentamientos directos; 3) Diferencia de puntos; 4) Puntos anotados.

## Play-in
Solo los seis primeros clasificados avanzaron directamente a los playoffs, mientras que los siguientes cuatro clasificados participan en un torneo de play-in. El equipo que ocupa el séptimo lugar recibe al equipo que ocupa el octavo lugar en la ronda de doble oportunidad necesita ganar un partido para avanzar, y el ganador se lleva el séptimo puesto en los playoffs. El equipo que ocupa el noveno lugar recibe al equipo que ocupa el décimo lugar en la ronda eliminatoria que requiere dos victorias para avanzar, y el perdedor queda eliminado de la competición. El perdedor de la ronda de doble oportunidad recibe al ganador de la ronda eliminatoria, el ganador se queda con el octavo puesto y el perdedor es eliminado. Los equipos mejor clasificados tienen la ventaja de jugar en casa.
|  | Partidos de play-in | Partidos de play-in | Partidos de play-in |    |   | Partido por el puesto 8 | Partido por el puesto 8 | Partido por el puesto 8 |   |       | Clasificados | Clasificados  | Clasificados |
|  |                     |                     |                     |    |   |                         |                         |                         |   |       |              |               |              |
|  | 7                   | Poitiers            | 111                 |    |   |                         |                         |                         |   |       |              |               |              |
|  | 8                   | Aix-Maurienne       | 112                 |    |   |                         |                         |                         |   |       | 7            | Aix-Maurienne |              |
|  |                     |                     |                     |    | 7 | Poitiers                | 56                      |                         | 8 | Vichy |              |               |              |
|  |                     | 9                   | Vichy               | 86 |   |                         |                         |                         |   |       |              |               |              |
|  | 9                   | Vichy               | 100                 |    |   |                         |                         |                         |   |       |              |               |              |
|  | 10                  | Antibes             | 91                  |    |   |                         |                         |                         |   |       |              |               |              |

## Play-offs
|  | Cuartos de final | Cuartos de final          | Cuartos de final | Cuartos de final      | Cuartos de final |    |                           | Semifinales | Semifinales | Semifinales | Semifinales | Semifinales |   |                       | Final | Final | Final | Final | Final |  |
|  |                  |                           |                  |                       |                  |    |                           |             |             |             |             |             |   |                       |       |       |       |       |       |  |
|  |                  |                           |                  |                       |                  |    |                           |             |             |             |             |             |   |                       |       |       |       |       |       |  |
|  | 2                | ADA Blois                 | 84               | 88                    |                  |    |                           |             |             |             |             |             |   |                       |       |       |       |       |       |  |
|  | 2                | ADA Blois                 | 84               | 88                    |                  |    |                           |             |             |             |             |             |   |                       |       |       |       |       |       |  |
|  | 9                | Jeanne d'Arc Vichy Basket | 97               | 92                    |                  |    |                           |             |             |             |             |             |   |                       |       |       |       |       |       |  |
|  | 9                | Jeanne d'Arc Vichy Basket | 97               | 92                    |                  | 9  | Jeanne d'Arc Vichy Basket | 65          | 81          | 61          |             |             |   |                       |       |       |       |       |       |  |
|  |                  |                           |                  |                       |                  | 9  | Jeanne d'Arc Vichy Basket | 65          | 81          | 61          |             |             |   |                       |       |       |       |       |       |  |
|  |                  |                           | 6                | Alliance Sport Alsace | 75               | 75 | 70                        |             |             |             |             |             |   |                       |       |       |       |       |       |  |
|  | 5                | ÉB Pau-Orthez             | 6                | Alliance Sport Alsace | 75               | 75 | 70                        | 71          | 68          |             |             |             |   |                       |       |       |       |       |       |  |
|  | 5                | ÉB Pau-Orthez             |                  |                       |                  |    |                           |             |             |             |             |             |   |                       |       |       |       |       |       |  |
|  | 6                | Alliance Sport Alsace     | 74               | 89                    |                  |    |                           |             |             |             |             |             |   |                       |       |       |       |       |       |  |
|  | 6                | Alliance Sport Alsace     | 74               | 89                    |                  |    |                           |             |             |             |             |             | 6 | Alliance Sport Alsace | 60    | 83    | 47    |       |       |  |
|  |                  |                           |                  |                       |                  |    |                           |             |             |             |             |             | 6 | Alliance Sport Alsace | 60    | 83    | 47    |       |       |  |
|  |                  |                           | 7                | ESSM Le Portel        | 78               | 81 | 69                        |             |             |             |             |             |   |                       |       |       |       |       |       |  |
|  | 3                | Orléans Loiret Basket     | 7                | ESSM Le Portel        | 78               | 81 | 69                        | 106         | 99          |             |             |             |   |                       |       |       |       |       |       |  |
|  | 3                | Orléans Loiret Basket     |                  |                       |                  |    |                           |             |             |             |             |             |   |                       |       |       |       |       |       |  |
|  | 8                | Aix Maurienne             | 97               | 87                    |                  |    |                           |             |             |             |             |             |   |                       |       |       |       |       |       |  |
|  | 8                | Aix Maurienne             | 97               | 87                    |                  | 3  | Orléans Loiret Basket     | 68          | 72          |             |             |             |   |                       |       |       |       |       |       |  |
|  |                  |                           |                  |                       |                  | 3  | Orléans Loiret Basket     | 68          | 72          |             |             |             |   |                       |       |       |       |       |       |  |
|  |                  |                           | 7                | ESSM Le Portel        | 87               | 78 |                           |             |             |             |             |             |   |                       |       |       |       |       |       |  |
|  | 4                | Rouen Métropole Basket    | 7                | ESSM Le Portel        | 87               | 78 | 66                        | 75          |             |             |             |             |   |                       |       |       |       |       |       |  |
|  | 4                | Rouen Métropole Basket    |                  |                       |                  |    |                           |             |             |             |             |             |   |                       |       |       |       |       |       |  |
|  | 7                | ESSM Le Portel            | 74               | 91                    |                  |    |                           |             |             |             |             |             |   |                       |       |       |       |       |       |  |
|  | 7                | ESSM Le Portel            | 74               | 91                    |                  |    |                           |             |             |             |             |             |   |                       |       |       |       |       |       |  |
|  |                  |                           |                  |                       |                  |    |                           |             |             |             |             |             |   |                       |       |       |       |       |       |  |